# Mistrovství Evropy v boxu 1953
X. mistrovství Evropy v boxu proběhlo ve Varšavě, Polsko ve dnech 18. až 24. května 1953. Organizátorem turnaje mistrovství Evropy byla  Association Internationale de Boxe Amateur (AIBA).

## Československá stopa
Závěrečná příprava probíhala od dubna v Otrokovicích. O nominaci na květnové mistrovství Evropy rozhodovala série tří vylučovacích turnajů ve Slaném, Praze-Lucerně a Gottwaldově. Ve vylučovacích bojích se ukázala převaha boxerů z rezortních středisek ÚDA a ÚDRH. Trenéři váhali o nominace v muší váze do 54 kg mezi Zdeňkem Petřinou a Kazimírem Mužlayem. Pro Petřinu nakonec rozhodl fakt, že snáz shazuje váhu. Podobně těsné bylo rozhodování v lehkém welteru do 63,5 kg mezi Fratiškem Vítovcem a Walterem Ivanušem. Do vylučovacích bojů nemohli pro zranění zasáhnout dvě hvězdy československého boxu Július Torma – zlomený palec a Ján Zachara – poraněné zápěstí. Největšími medailovými nadějemi byli František Majdloch a Karel Gold.
Vedoucí výpravy: Rudolf Helebrandt, šéftrenér reprezentace: František Pazdera.
Na mistrovství Evropy startovalo za Československo 10 boxerů:
- −51 kg: František Majdloch (*1929) z DSO Tatran Hranice
- −54 kg: Zdeněk Petřina (*1933) z DSO Spartak Praha Sokolovo
- −57 kg: Miloš Stehlík (*1925) z Ústředního domu Rudé hvězdy
- −60 kg: Karel Gold (*1930) z Ústředního domu armády
- −63,5 kg: František Vítovec (*) z Ústředního domu armády
- −67 kg: Vojtěch Kročák (*1925) z Ústředního domu Rudé hvězdy
- −71 kg: František Capl (*1930) z Ústředního domu armády
- −75 kg: Bedřich Koutný (*1931) z Ústředního domu armády
- −81 kg: Miloslav Příhoda (*1923) z Ústředního domu Rudé hvězdy
- +81 kg: Horymír Netuka (*1929) z Ústředního domu armády

## Výsledky
| Muži     | Zlato                      | Stříbro                  | Bronz                     | Bronz                        |
| -------- | -------------------------- | ------------------------ | ------------------------- | ---------------------------- |
| –51 kg   | Henryk Kukier (POL)        | František Majdloch (TCH) | Giacomo Spano (ITA)       | Anatolij Bulakov (URS)       |
| –54 kg   | Zenon Stefaniuk (POL)      | Boris Stěpanov (URS)     | Nicolae Mandreanu (ROU)   | John McNally (IRL)           |
| –57 kg   | Józef Kruża (POL)          | Alexandr Zasuchin (URS)  | Stevan Redli (YUG)        | Hans-Peter Mehling (FRG)     |
| –60 kg   | Vladimir Jengibarjan (URS) | István Juhász (HUN)      | Aleksy Antkiewicz (POL)   | Pentti Niinivuori (FIN)      |
| –63,5 kg | Leszek Drogosz (POL)       | Terence Milligan (IRL)   | Béla Szakács (HUN)        | Francisc Ambrus (ROU)        |
| –67 kg   | Zygmunt Chychła (POL)      | Sergej Ščerbakov (URS)   | Emile Vlaeminck (BEL)     | Nicolae Linca (ROU)          |
| –71 kg   | Bruce Wells (ENG)          | Max Resch (FRG)          | Boris Tišin (URS)         | Zbigniew Pietrzykowski (POL) |
| –75 kg   | Dieter Wemhöner (FRG)      | Bedřich Koutný (TCH)     | Stig Sjölin (SWE)         | Ronald Barton (ENG)          |
| –81 kg   | Ulrich Nitzschke (GDR)     | Tadeusz Grzelak (POL)    | Helmut Pfirrmann (FRG)    | Jurij Jegorov (URS)          |
| +81 kg   | Algirdas Šocikas (URS)     | Bogdan Węgrzyniak (POL)  | Hermann Schreibauer (FRG) | Tomislav Krizmanić (YUG)     |

## Medailová bilance
V boxu se rozdělilo celkem 10 sad medailí.
| Pořadí | Stát                            |       | Muži    | Muži  | Muži | Celkem |
| Pořadí | Stát                            | Zlato | Stříbro | Bronz |      | Celkem |
| ------ | ------------------------------- | ----- | ------- | ----- | ---- | ------ |
| 1.     | Polsko (POL)                    |       | 5       | 2     | 2    | 9      |
| 2.     | Sovětský svaz (URS)             |       | 2       | 3     | 3    | 8      |
| 3.     | Západní Německo (FRG)           |       | 1       | 1     | 3    | 5      |
| 4.     | Anglie (ENG)                    |       | 1       | 0     | 1    | 2      |
| 5.     | Východní Německo (GDR)          |       | 1       | 0     | 0    | 1      |
| 6.     | Československo (TCH)            |       | 0       | 2     | 0    | 2      |
| 7.     | Maďarská lidová republika (HUN) |       | 0       | 1     | 1    | 2      |
| 7.     | Irsko (IRL)                     |       | 0       | 1     | 1    | 2      |
| 9.     | Rumunsko (ROU)                  |       | 0       | 0     | 3    | 3      |
| 10.    | Jugoslávie (YUG)                |       | 0       | 0     | 2    | 2      |
| 11.    | Itálie (ITA)                    |       | 0       | 0     | 1    | 1      |
| 11.    | Belgie (BEL)                    |       | 0       | 0     | 1    | 1      |
| 11.    | Švédsko (SWE)                   |       | 0       | 0     | 1    | 1      |
| 11.    | Finsko (FIN)                    |       | 0       | 0     | 1    | 1      |
| Celkem | Celkem                          |       | 10      | 10    | 20   | 40     |